# نورمان بيلينجهام
نورمان بيلينجهام (بالإنجليزية: Norman Bellingham) هو كاياكير أمريكي، ولد في 23 ديسمبر 1964 في فيرفاكس في الولايات المتحدة.

## وصلات خارجية
- نورمان بيلينجهام على موقع أوليمبيديا (الإنجليزية)
- نورمان بيلينجهام على موقع اللجنة الأولمبية والبارالمبية الأمريكية (الإنجليزية)